# Liste der Baudenkmäler in Sennfeld
Auf dieser Seite sind die Baudenkmäler in der unterfränkischen Gemeinde Sennfeld zusammengestellt. Diese Tabelle ist eine Teilliste der Liste der Baudenkmäler in Bayern. Grundlage ist die Bayerische Denkmalliste, die auf Basis des Bayerischen Denkmalschutzgesetzes vom 1. Oktober 1973 erstmals erstellt wurde und seither durch das Bayerische Landesamt für Denkmalpflege geführt wird. Die folgenden Angaben ersetzen nicht die rechtsverbindliche Auskunft der Denkmalschutzbehörde.
 Diese Liste gibt den Fortschreibungsstand vom 15. April 2020 wieder und enthält 6 Baudenkmäler.

## Baudenkmäler
| Lage                               | Objekt                                                            | Beschreibung                                                                                             | Akten-Nr.    | Bild           |
| ---------------------------------- | ----------------------------------------------------------------- | --- | ------------ | -------------- |
| Flachsleite 92 (Standort)          | Pulverturm                                                        | Mit flachem Walmdach, mittleres 19. Jahrhundert                                                          | D-6-78-178-1 | weitere Bilder |
| Gartenstraße 20 (Standort)         | Katholische Pfarrkirche St. Elisabeth                             | Hallenkirche mit Chorturm, unverputzter Natursteinbau, von Peter Krammer, 1932                           | D-6-78-178-4 | weitere Bilder |
| Hauptstraße 11 (Standort)          | Inschriftenstein                                                  | Sogenannter Schultheißenstein, Ende 18. Jahrhundert (eingelagert)                                        | D-6-78-178-6 | BW             |
| Hauptstraße 38 (Standort)          | Wohnhaus                                                          | Zweigeschossiger giebelständiger Satteldachbau mit Fachwerkobergeschoss, bezeichnet am Eckständer „1762“ | D-6-78-178-2 | weitere Bilder |
| Nähe Friedhofstraße (Standort)     | Kreuzigungsgruppe                                                 | Sandstein, bezeichnet „1840“                                                                             | D-6-78-178-5 | weitere Bilder |
| Rübengärten/Hauptstraße (Standort) | Kriegerdenkmal zum Gedenken an die Gefallenen des Krieges 1870/71 | Sandsteinsockel mit Granitobelisk, errichtet 1895                                                        | D-6-78-178-3 | weitere Bilder |